# 罪と罰 (THE HIGH-LOWSの曲)
「罪と罰」（つみとばつ）は、日本のロックバンド、THE HIGH-LOWSの12枚目のシングル。1999年4月21日発売。発売元はキティ。

## 収録曲目
1. 罪と罰 (3:16)
（作詞・作曲：甲本ヒロト）
テレビ朝日系「リングの魂」オープニング・テーマ
2. 即死 (2:22)
（作詞・作曲：真島昌利）
自前のスタジオ（アトミック・ブギー・スタジオ）で録音された最初の曲。

- アジア（愛のテーマ） (5:20) （シークレットトラック）
（作詞・作曲：THE HIGH-LOWS）
2曲目が終了して約20秒後に始まる。アルバム未収録曲を集めたアルバム『flip flop』（2000年）に収録されている。